# Pablo Castellanos León
Pablo Castellanos León (* 1860 in Mérida; † 1929 in Paris, Frankreich) war ein mexikanischer Pianist und Musikpädagoge.

## Leben und Wirken
Der Schüler von José Jacinto Cuevas kam 1880 nach Mexiko-Stadt, wo er am Konservatorium unter Melesio Morales studierte. 1885 ging er nach Paris und wurde am Conservatoire de Paris Schüler von Antoine François Marmontel. 1885 kehrte er mit dem Flötisten Juan Hernández Acevedo, den er in Paris kennengelernt hatte, nach Mexiko zurück.
Hier gründete er mit Gustavo E. Campa und Ricardo Castro Herrera, Juan Hernández Acevedo, Carlos J. Meneses und Ignacio Quesadas die Grupo de los Seis, die sich in Opposition zu der vor allem von Melisio Morales verkörperten italienisch geprägten Musiktradition der deutschen und französischen Musik widmete, und gehörte 1887 zu den Gründungsmitgliedern des Instituto Musical Campa-Hernández Acevedo.
1888 veröffentlichte er die Schrift Arte de tocar el piano según las leyes naturales. In dieser Zeit verlor er durch einen Unfall den Gebrauch der linken Hand und widmete sich fortan verstärkt dem Unterricht. Seine bekanntesten Schüler waren Ricardo Río Díaz und José Rubio Milán.
| Personendaten    | Personendaten                           |
| ---------------- | --------------------------------------- |
| NAME             | Castellanos León, Pablo                 |
| KURZBESCHREIBUNG | mexikanischer Pianist und Musikpädagoge |
| GEBURTSDATUM     | 1860                                    |
| GEBURTSORT       | Mérida                                  |
| STERBEDATUM      | 1929                                    |
| STERBEORT        | Paris                                   |